# Boarmia celosa
Boarmia celosa là một loài bướm đêm trong họ Geometridae.